# Astrid Stückelberger
Pour les articles homonymes, voir Christine Stückelberger.
Astrid Stückelberger est une universitaire et chercheuse suisse, spécialiste du vieillissement et de la gériatrie. Durant la pandémie de Covid-19, elle se fait connaître par ses prises de position complotistes et sa contribution à la désinformation sur la pandémie.

## Biographie
Son père est suisse allemand ; sa mère, norvégienne.
En 2000, elle soutient une thèse de doctorat en psychologie de la faculté de psychologie et des sciences de l’éducation de l’Université de Genève, puis en 2013 une thèse de privat-docent, intitulée « Vieillissement et santé : entre population, individu et politique approche multidimensionnelle et interdisciplinaire basée sur les évidences scientifiques et politiques », qui lui permet d'enseigner à l'Université de Genève, fonction « bénévole non rémunérée et à durée limitée », jusqu'à l'été 2016.
Elle habite le canton de Genève.

### Travaux sur le vieillissement
Elle a été ensuite chargée de cours à l'Université de Lausanne sur des thématiques autour du vieillissement. 
Elle est coresponsable de 1992 à 1999 du Programme national de recherche « Vieillesse » (PNR 32) du Fonds national suisse de la recherche scientifique.

### Pandémie de Covid-19
Dès 2020, elle s'est positionnée au sein des mouvements d'opposition aux mesures de lutte contre la pandémie de Covid-19,. Elle se positionne également dans la controverse sur la vaccination. Mise en cause pour sa contribution à la désinformation sur la pandémie de Covid-19, elle apparaît brièvement dans le documentaire conspirationniste Hold-up en 2020,, puis dans le second volet Hold on.

## Publications
en français
- Le guide des médecines anti-âge, Éditions Favre, 2012.
- Vieillissement différentiel : hommes et femmes, avec François Hopflinger, Éditeur Seismo, 1996.
- Vieillesse et recherche sur la vieillesse en Suisse, avec François Hopflinger, Réalités sociales, 1992.

en anglais
- Anti-Ageing Medicine: Myths and Chances, 2008  (ISBN 978-3-7281-3195-9).